# Chrysopa flaviceps
Chrysopa flaviceps is een insect uit de familie van de gaasvliegen (Chrysopidae), die tot de orde netvleugeligen (Neuroptera) behoort. 
Chrysopa flaviceps is voor het eerst wetenschappelijk beschreven door Brullé in Webb & Berthelot in 1839.